# 路易斯·罗梅罗
路易斯·罗梅罗（Luis Romero，1968年6月15日—），是一名已经退役的乌拉圭职业足球运动员，场上司职前鋒，曾效力于意大利卡利亚里，阿根廷河床等多家著名俱乐部。
罗梅罗曾入选乌拉圭国家足球队并参加了1997年美洲杯比赛。

## 荣誉

### 佩那罗尔
- 乌拉圭足球甲级联赛冠军：1993、1994、1995、1997

### 山东鲁能泰山
- 中国足球甲A联赛冠军：1999
- 中国足协杯冠军：1999

### 乌拉圭民族
- 乌拉圭足球甲级联赛冠军：2005